# 나카가와촌
나카가와촌(일본어: 中川村)은 일본 나가노현 남부에 있는 가미이나군의 촌이다.

## 역사
- 1881년 8월 17일 - 가타기리촌이 성립하였다.
- 1885년 - 나미카이촌이 성립하였다.
- 1958년 8월 1일 - 가타기리촌, 나미카이촌이 합병해 나카가와촌이 성립하여 현재에 이르고 있다.

## 인구
| 연도 | 인구  | ±%     |
| ---- | ----- | ------ |
| 1940 | 8,384 | —      |
| 1950 | 9,327 | +11.2% |
| 1960 | 7,751 | −16.9% |
| 1970 | 5,816 | −25.0% |
| 1980 | 5,524 | −5.0%  |
| 1990 | 5,518 | −0.1%  |
| 2000 | 5,475 | −0.8%  |
| 2010 | 5,074 | −7.3%  |

## 교통

### 철도
- 도카이 여객철도 이다선

### 도로
- 국도 153호선